# Kim Seung-myung
Kim Seung-myung (kor. 김승명; * 1. September 1987) ist ein südkoreanischer Fußballspieler.

## Karriere
Kim Seung-myung erlernte das Fußballspielen in der Universitätsmannschaft der Jeonju University. Seinen ersten Profivertrag unterschrieb er am 1. Januar 2010 beim Gangwon FC. Das Fußballfranchise aus Gangwon-do spielte in der ersten Liga. Für Gangwon absolvierte er zwei Erstligaspiele. 2011 ging er nach Thailand, wo er einen Vertrag beim Songkhla FC unterschrieb. Der Verein aus Songkhla spielte in der zweiten thailändischen Liga, der Thai Premier League Division 1. Nach einem Jahr wechselte er im Januar 2012 nach Krabi zum Zweitligaaufsteiger Krabi FC. Hier stand er eine Saison unter Vertrag. Wo er 2013 unter Vertrag stand, ist unbekannt. Im Januar 2014 unterschrieb er einen Vertrag beim südkoreanischen Pocheon Citizen FC. Hier stand er bis Ende 2016 unter Vertrag. Wo er seit 2017 spielt, ist unbekannt.